# Sivaslı
Sivaslı ist eine Stadt in der türkischen Provinz Uşak und Hauptort des gleichnamigen Landkreises. Die Stadt liegt 35 km südöstlich von Uşak. Laut Stadtsiegel bekam der Ort 1948 den Status einer Gemeinde (Belediye).

## Der Landkreis
Der Landkreis grenzt im Norden an den Kreis Banaz, im Nordwesten und Westen an den zentralen Landkreis (Merkez) von Uşak und im Südwesten an den Kreis Karahallı. Außengrenzen bildet er mit der Provinz Afyonkarahisar im Osten und mit der Provinz Denizli im Süden.
Der Kreis gliedert sich in die Kreisstadt (34,86 % der Kreisbevölkerung) sowie drei weitere Gemeinden (Belediye): Pınarbaşı (1.982), Selçikler (1.814) und Tatar (1.913 Einw.). Des Weiteren gehören noch 18 Dörfer (Köy) mit 7.547 Einwohnern zum Landkreis (419 Einwohner je Dorf). Yayalar (1693) und Eldeniz (995) und Ağaçbeyli (920 Einw.) sind die größten Dörfer. Der Landkreis Sivaslı hat einem Männerüberschuss (2020: 10.226/10.123). Mit 43,0 Einwohnern je Quadratkilometer hat er zwar die zweithöchste Bevölkerungsdichte der Provinz, erreicht aber nur zwei Drittel des Provinzwertes.